# 슬론 디지털 전천탐사
슬론 디지털 전천탐사(Sloan Digital Sky Survey, SDSS)는 대규모 다중 분광 영상화 및 분광학적 적색편이 탐사 계획이다. 미국 뉴멕시코주 아파치포인트 천문대에 전용 2.5 m 구경 광각 광학망원경을 사용하여 탐사한다. 계획의 명칭은 계획에 기금을 상당수 기여한 앨프리드 P. 슬론 재단의 이름을 차용한 것이다.
2000년 자료 수집을 시작으로 최종 영상자료공개 파일이 담고 있는 영역은 전체 하늘 면적의 35%에 달한다. 약 5억 개의 천체에 대한 측광 자료와 300만 개 이상의 천체의 스펙트럼을 수집하였다. 주요 은하 표본은 적색편이 중간값이 z = 0.1이고, 밝은 적색 은하에 대하여 적색편이 z = 0.7까지, 퀘이사에 대하여 적색편이 z = 5까지를 수록하고 있다. 그리고 영상화 탐사는 적색편이 z = 6 이상의 퀘이사들을 탐지할 때도 착수되었다.
2011년 1월에 8차 자료공개 Data release 8 (DR8)가 이루어졌다. SDSS 영상카메라를 통해 촬영된 모든 측광 관측자료가 포함되어 있다. 14,555 평방도에 달하는 하늘(온 하늘의 35%)에 대하여 관측이 시행된 결과이다. 9차 자료공개 (DR9)는 2012년 7월 31일에 공적으로 이루어졌다. 80만 개 이상의 새로운 천체 스펙트럼을 담은 중입자진동 분광탐사 Baryon Oscillation Spectroscopic Survey (BOSS)의 첫 탐사 결과를 담고 있다. 신자료 중 스펙트럼 50만 개 이상은 70억 년 전(대략 우주 나이의 절반인 시점) 우주에 있는 천체의 것이다. 10차 자료공개 (DR10)는 2013년 7월 31일에 공적으로 이루어졌으며, 기존 공개 자료가 모두 동봉되어 있으며, 우리 은하에 있는 57,000 개의 별들의 고해상도 적외선 스펙트럼을 담고 있는 APO 은하진화탐사 APO Galactic Evolution Experiment (APOGEE) 분광카메라의 첫 관측 결과까지 포함되어 있다. 또 DR10은 먼 우주에서 67만 개 이상의 은하와 퀘이사에 대한 BOSS의 스펙트럼 관측 자료까지 포함하고 있다. 공적으로 이용 가능한 탐사 자료사진은 1998년부터 2009년 사이에 만들어진 것이다.

## 관측
SDSS는 전용으로 구비된 2.5 m 광각 광학망원경을 사용하고 있다. 1998년부터 2009년까지 이 망원경으로 영상화 및 분광 관측을 수행하였다. 망원경의 영상카메라는 2009년 말에 퇴역했고, 이후 망원경은 오로지 분광 관측만 수행하고 있다.
사진은 필터 다섯개(각각 u, g, r, i, z로 명명)로 구성된 측광계를 사용하여 촬영되었다. 이 사진들은 분류되어 관측된 천체의 목록을 작성하는데 쓰인다. 또 점상 혹은 (은하처럼)퍼진상으로 보이는지, CCD가 검출하는 밝기가 어떤 방식으로 여러 종류의 밝기 등급과 연관되는가에 따른 다양한 패러미터들의 목록 작성에도 쓰인다.
영상 관측 방면으로 SDSS 망원경은 드리프트 스캐닝 기법을 사용했다. 망원경이 하늘을 향해 대원을 그리며 연속적으로 하늘을 부분부분 촬영기록하는 방식이다. 초점면에 맺히는 별들의 상은 CCD칩을 따라 움직이며, 정확히 똑같은 속도로 전류가 탐지기를 따라 흐른다. 대신 움직이는 망원경의 관점에서는 별들이 멈추어 있다. (단순히 하늘이 움직이는 만큼 망원경을 거기에 맞추는 방식은 천구의 적도에서만 적용 가능하다. 별들은 적위에 따라서 겉보기 속도가 각자 다르기 때문이다.) 이 방법으로 가능한 광각 영역에 대하여 일관된 측성이 가능하여 탐지기를 판독할 때 오버헤드를 최소화할 수 있다. 단점은 작은 왜곡 효과들이 있다는 점이다.
망원경의 영상카메라는 각자 해상도가 2048×2048 픽셀인 CCD칩 30개로 이루어져 있다. 그래서 총해상도는 120 메가픽셀이다. 이 칩들은 여섯칩에 한줄씩 다섯줄로 배열되어 있다. 각 줄에는 u,g,r,i,z 필터 중 한 개가 배치된다. 각 광학 필터는 순서에 따라 평균 여과 파장이 355.1, 468.6, 616.5, 748.1, 893.1 nm이며, 보편적인 시상에서 카메라에 배치된 r,i,u,z,g 순서대로 각각 22.0, 22.2, 22.2, 21.3, 20.5 등급에 대해 95%의 완전성을 갖추었다. 카메라는 잡음을 줄이기 위해서 액체질소로 190 켈빈 (약 -80 ℃)까지 냉각된다.
별과 은하 및 퀘이사는 측광 관측을 통해 얻은 자료를 이용하여 분광 관측 대상으로 채택되기도 한다. 분광카메라는 알루미늄판에 뚫려 있는 구멍을 통해 보이는 각 표적에 광섬유를 공급하여 작동한다. 각 구멍들은 선정된 표적에 정확히 맞추어져 있다. 그래서 스펙트럼을 얻는 모든 영역에서 특수한 판이 필요하다. 본래 망원경에 부착된 분광카메라는 스펙트럼 640개를 동시에 기록할 수 있는 능력을 갖고 있었다. SDSS III를 착수하기 위해 성능 향상 작업이 이루어진 후에는 한 번에 스펙트럼 1000개를 기록할 수 있다. 보통 매일 밤마다 특수판 6~9개가 스펙트럼 기록에 사용된다. 망원경이 분광탐사 모드로 하늘을 추적할 때는 표준적인 방식을 쓴다. 즉 관측 대상을 대응 섬유 끝부분의 초점에 맞춘다.
망원경은 매일 밤마다 약 200 GB의 자료를 만들어낸다.

## 단계

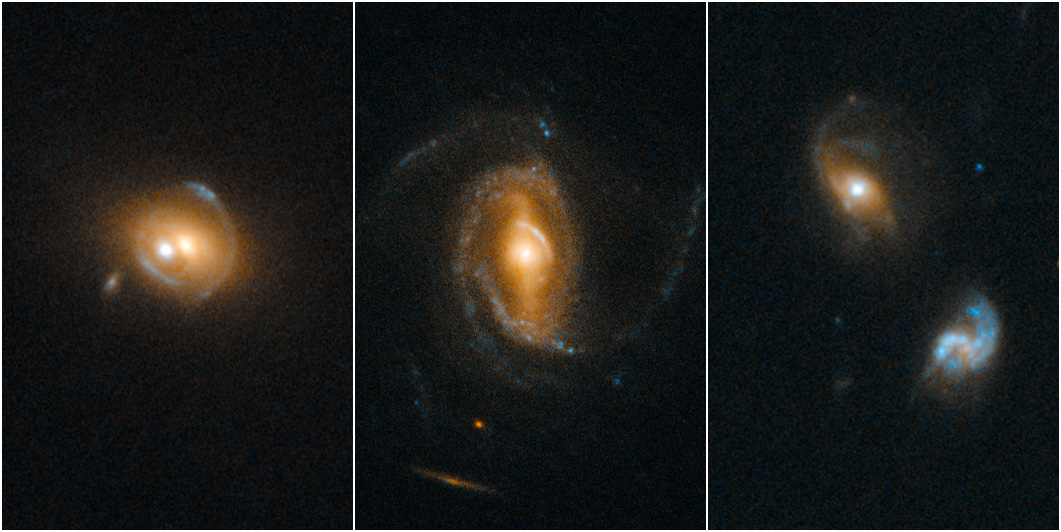
퀘이사들이 중력렌즈의 역할을 하고 있다. 천문학자들은 이런 렌즈 역할을 하는 은하와 퀘이사의 조합을 찾으려고 SDSS의 자료에서 퀘이사 스펙트럼 23,000개를 골랐다.

### SDSS I: 2000-2005
탐사 계획의 1단계 착수는 2000년부터 2005년까지 이루어졌다. SDSS는 다섯 광학 필터대역에서 8000 평방도가 넘는 하늘을 촬영했다. 그리고 촬영 영역 중 5,700 평방도의 영역에서 은하와 퀘이사의 스펙트럼을 얻었다. 또 남방은하허공 Southern Galactic Cap에서 300 평방도의 줄무늬 모양 영역을 (약 30회가량 스캔하여)반복 촬영했다.

### SDSS II: 2005-2008
2005년에 슬론 탐사는 새로운 단계에 들어섰다. SDSS II는 우리 은하를 이루는 물리 구조와 항성구조를 살펴보기 위한 관측과 SEGUE 및 슬론 초신성 탐사의 연장선이다. 슬론 초신성 탐사는 먼 천체와의 거리를 재기 위해 Ia형 초신성이 발생한 후에 착수된다.

#### 슬론 유산 탐사
슬론 유산 탐사 Sloan Legacy Survey는 북방은하허공 Northern Galactic Cap 내에 7500 평방도 이상의 영역에서 천체 200만 개의 자료와 은하 80만 개와 퀘이사 10만 개 이상의 스펙트럼을 다룬다. 이렇게 얻은 천체들의 좌표와 거리에 대한 정보를 통해 거시공동과 필라멘트로 이루어진 우주의 거대구조를 최초로 조사할 수 있었다. 이 자료들 거의 대부분은 SDSS I에서 얻었던 것이고, 일부분만이 SDSS II에서 얻은 것이다.

#### 슬론 확장은하이해탐사
슬론 확장은하이해탐사 Sloan Extension for Galactic Understanding and Exploration (SEGUE)는 (10 km/s의 평범한 시선속도를 갖는)별 240,000 개의 스펙트럼을 얻었다. 우리 은하의 3차원 상세 지도를 그리기 위해서다. SEGUE의 자료는 다양한 은하 구조 내의 별들의 나이, 조성, 위상공간분포의 근거를 마련하여 우리 은하의 구조와 생성 및 진화를 이해할 수 있을 만한 중요한 단서들을 제공하였다.
이 탐사로부터 얻은 별들의 스펙트럼 및 영상자료와 추출된 패러미터 목록들 SDSS 7차 자료공개 (DR7)를 통해 공적으로 이용 가능하다.

#### 슬론 초신성 탐사
2007년 연말까지 실행된 초신성 탐사 Supernova Survey는 Ia형 초신성을 탐색하였다. 탐사는 다양한 천체들과 초신성을 탐지하기 위해서 300 평방도 영역을 재빠르게 스캔했다. 2005년에 확실한 Ia형 초신성 130개를 탐지했으며 2006년에는 197개를 추가로 탐지했다. 2014년에는 더 방대한 자료를 수록한 목록이 공개되었다. 이 카탈로그는 변광성과 일시적 변광 광원 10,258개를 담고 있다. 이들 중 4,607개의 광원이 초신성으로 확정되었거나 후보이기 때문에 초신성을 수록하는 편집물 중에서는 가장 방대하다.

### SDSS III: 2008-2014
SDSS 3차는 2008년 중반에 시작되었다. 목적에 따라 네 개의 탐사로 분리되어 착수되었다.

#### APO 은하진화탐사
APO 은하진화탐사 (APOGEE)는 우리 은하 안쪽을 차단하는 티끌 속을 들여다볼 목적으로 고해상도 고신호잡음비 적외선 분광학을 적용했다. 발표 당시 우리 은하의 팽대부와 막대, 원반, 헤일로를 포함한 모든 곳에서 적색거성 10만 개에 대해 조사할 예정이라고 하였다. 또 높은 분광해상도(λ ~ 1.6 μm에서 R ~ 20,000)와 신호잡음비(S/N ~ 100)로 수많은 별들을 관측할 것이라 하였다. 고해상도 스펙트럼은 형성 당시 기체구름의 조성을 규명할 때 필요한 대략 15개의 원소의 풍부도를 보여줄 것이다. APOGEE는 2011년서 2014년 사이에 자료를 수집하여 2013년 7월에 최초로 공개하였다.

#### 중입자진동 분광탐사
SDSS 3차의 중입자진동 분광탐사 (BOSS)는 우주의 팽창률을 측정하기 위해 계획되었다. 밝은 적색 은하들(LRGs)과 퀘이사의 공간 분포를 지도화하고 우주 초기의 중입자 음향 진동이 남긴 특정 규모를 탐지한다. 우주 초기에 퍼지는 음파는 연못에 퍼지는 물결과 같다. 이것은 은하들 서로간의 위치에 대하여 어떤 특정한 규모를 남긴다. BOSS가 1푼의 정확도로 우주의 규모를 측정했다는 사실이 보도되었으며, 탐사는 2014년 봄에 완료되었다.

#### 다중천체 APO 외계행성 시선속도 광역탐사
다중천체 APO 외계 행성 시선 속도 광역탐사 Multi-object APO Radial Velocity Exoplanet Large-area Survey (MARVELS)는 밝은 항성 11,000개의 시선 속도를 조사한다. 공전주기가 수 시간에서 2년에 달하는 가스 행성들을 탐지하기 위해서는 신중함과 케이던스가 필요하다. 이러한 지상 도플러이동 탐사를 수행하기 위해 SDSS의 전용 망원경과 시선속도를 측정하는 신형 다중천체 도플러이동 측정기구가 쓰인다, MARVELS는 SDSS 3차에서 착수된 천문 탐사 네 개 중 하나였다.
MARVELS의 주요 목표는 거대 행성들에 대하여 통계학적으로 명확한 표본을 대규모로 만들어 내는 것이다. 탐사 대상은 공전주기가 수 시간에서 2년에 이르며, 질량이 0.5에서 10 목성질량 사이인 기체행성들이다. 18개월 주기로 총 11,00개의 별들이 25회에서 35회의 관측을 통해 분석된다. 새로운 외계행성 150개에서 200개 정도가 탐지될 것이라 예상되었다. 또 행성이 극단적인 이심률을 가지거나 "갈색왜성 결핍지" brown dwarf desert의 천체가 있는 희귀한 계들을 연구할 기회가 되기도 하였다.
수집된 자료는 통계학적인 샘플로서 희귀한 계의 발견과 이론적인 비교에 쓰인다. 탐사는 2008년 가을부터 시작되어 2014년 봄까지 이루어졌다.

#### SEGUE 2
본래의 슬론 확장은하이해탐사 (SEGUE 1)로부터 분광형이 여러가지인 별들 대략 240,000개의 스펙트럼을 얻었다. 이 성공을 기반으로 SEGUE 2가 착수되었고, 대략 10 kpc에서 60 kpc의 거리에 있는 우리 은하의 항성헤일로 현지에 초점을 맞추어서 약 120,000개의 별들을 분광학적으로 관측하였다.
SEGUE 1과 2에서 얻은 자료는 은하의 헤일로와 원반의 복합 운동과 화학적 세부구조를 밝혀준다. 은하의 구조와 (화학적)풍부화 역사에 대한 중요한 단서가 마련되는 것이다. 특히 헤일로 외곽은 만기강착사건들 late-time acrcretion events에 지배되는 것으로 추측된다. SEGUE는 현존하는 항성헤일로의 형성 모형에 제약을 두는 것에 도움을 줄 수 있으며, 우리 은하 생성에 관한 차세대 고해상도 시뮬레이션에도 영향을 줄 수 있다. 또 SEGUE 1과 SEGUE 2는 화학적으로 원시적인, 희귀한 별들에 대한 사실을 밝힐 때도 도움을 줄 수 있다. 이 별들은 우주의 별생성사에서 가장 이른 세대의 잔재이다.
이 탐사는 별 240,000개의 스펙트럼을 이용해서 우리 은하의 외곽을 지도화 하도록 계획된 천문탐사이다. 탐사를 통해 수집할 표본의 양은 SEGUE 1의 조사 표본의 두 배에 달한다.

### SDSS IV: 2014-2020

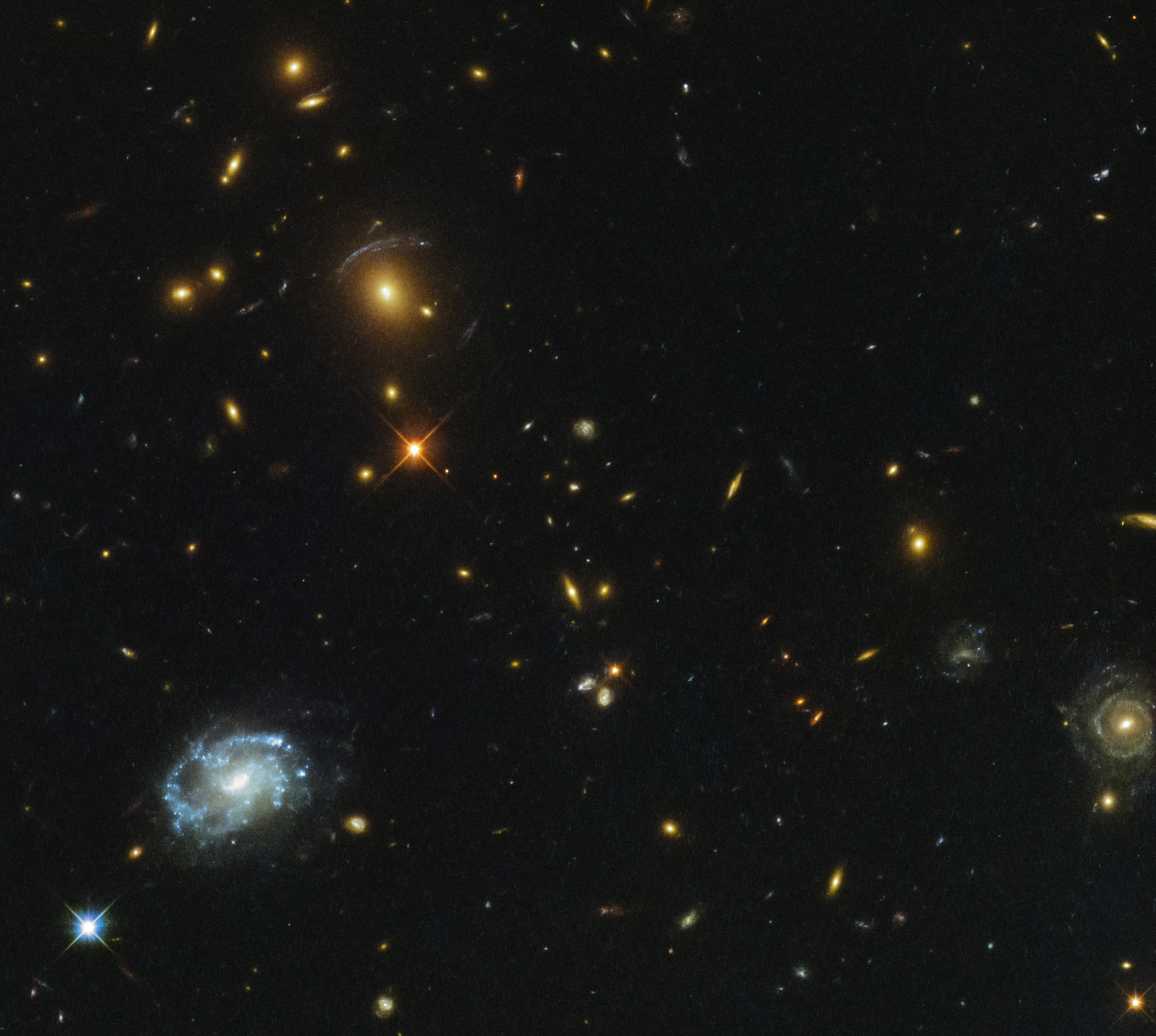
먼 은하의 빛이 얼룩지고 휘어져 상이 이중으로 나뉘거나, 호 모양이 되거나, 길쭉해졌다.

SDSS 4차는 우주 역사 초기의 중요한 시점에서 우주론적 측정값들의 정밀성을 높일 계획(eBOSS)이다. 북반구와 남반구에서 우리 은하의 적외선 분광탐사 (APOGEE 2) 역시 확장되었고, 처음으로 슬론 분광카메라를 이용해서 각 은하들을 공간적으로 분해하여 지도를 만들 계획 (MaNGA)이다.

#### APOGEE 2
우리 은하의 항성들을 탐사한다. 탐사는 사용 장비에 따라 북반구와 남반구로 나뉜다. 북반구에서는 APO의 브라이트 타임을 이용하여 탐사하고 남반구에서는 라스 캄파나스의 구경 2.5 m 듀퐁 망원경을 이용하여 탐사한다.

#### 확장 중입자진동 분광탐사
확장 중입자진동 분광탐사 extended Baryon Oscillation Spectroscopic Survey (eBOSS)는 퀘이사와 은하를 우주론적으로 탐사한다. 또 두 개의 작은 탐사계획을 병행하고 있다. 그런 계획으로는 변광 천체들을 탐사하는 TDSS와 엑스선 광원을 탐사하는 SPIDERS가 있다.

#### 아파치포인트천문대 근방은하지도화

MaNGA의 자료 수신에 쓰이는 광섬유다발을 간략하게 그림으로 표현한 것이다.

아파치포인트천문대 근방은하지도화 Mapping Nearby Galaxies at Apache Point Observatory (MaNGA)는 2014년 이후 근방 은하 대략 10,000개에 대하여 내부 구조를 상세하게 탐사하고 있다. 앞선 SDSS 탐사는 은하 중심의 스펙트럼만을 관측할 수 있었다. MaNGA는 육각형으로 묶인 2차원 광섬유 배열을 사용함으로써, 공간 분해된 분광자료로 은하의 내부 지역을 지도화한다. 이를 통해 시선속도나 별생성영역처럼 은하의 구조에 관해 더 심층적인 분석이 가능할 것이다. MaNGA의 목표는 근방의 은하에서 천체물리학적 연구를 진척하는 것이다. 2020년까지 진행될 예정이다.

## 자료 처리

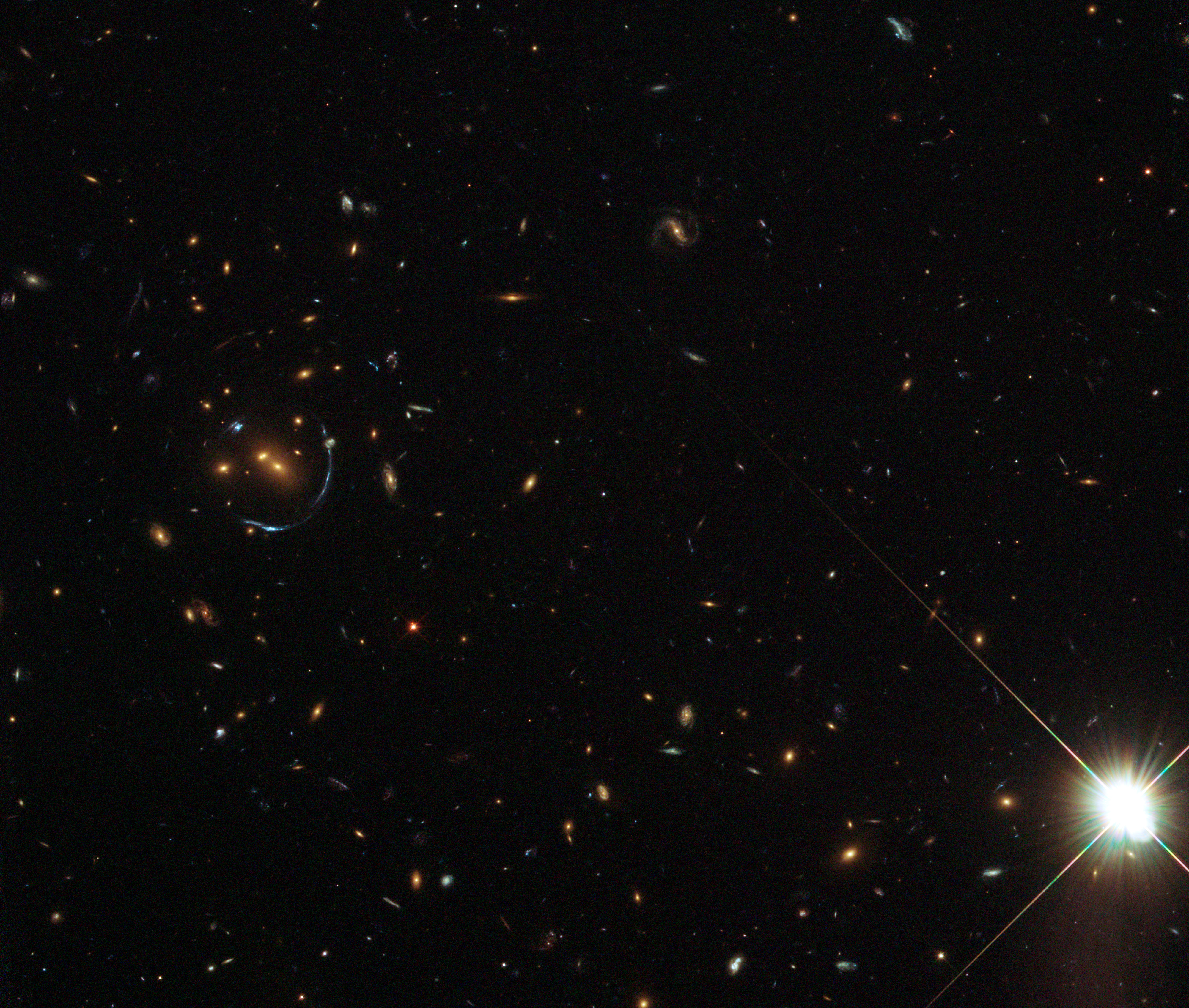
LRG-4-606는 밝은 적색 은하이다. LRG의 이니셜은 SDSS에서 발견된 밝은 적색 은하들을 수록하는 목록의 제목이 되었다.

SDSS는 인터넷으로 이용 가능하도록 자료를 공개하고 있다. SkyServer는 마이크로소프트 SQL 서버 기반으로 다양한 인터페이스를 제공한다. 이 방식으로 탐사의 스펙트럼과 영상을 이용할 수 있다. 또 인터페이스들은 이용하기 매우 쉽도록 만들어져 있다. 예를 들어 SDSS의 공개자료에서 취급되는 하늘의 특정 영역의 풀컬러 영상이 필요할 때, 그냥 좌표계를 입력만 하면 영상을 얻을 수 있다. 이 자료는 특별한 허가증 없이 비상업적 용도로 사용된다. 또 SkyServer에서는 어린 학생부터 전문적인 천문학자까지 모든 사람을 대상으로 다양한 설명서를 제공하고 있다. 2013년 7월에 10차 주요 자료 공개, DR10이 발표되었다. 다양한 검색 인터페이스를 통해 영상과, 영상화 목록, 스펙트럼, 적색편이 자료들을 제공한다.
(천체 데이터베이스로 처리되기 전의)원자료 역시 다른 인터넷 서버를 통해 접근 가능하다. NASA World Wind 프로그램을 통해 '플라이스루' fly-through에 처음으로 쓰이기도 했다.
구글스카이는 SDSS의 자료를 포함하고 있어, 자료가 반영되는 영역에서 SDSS 자료에 접근할 수도 있다. 또한 구글스카이는 SDSS의 측광 및 분광 레이어용 KML 플러그인이 들어있어서 프로그램 안에서 SkyServer 자료에 직접적인 접근이 가능하다. 이 자료는 헤이든 플라네타리움의 3D 비쥬얼라이저에 이용되기도 한다.
SDSS의 스트라이프 82 영역에 대하여 목록 자료가 계속 늘어나고 있다.
마이크로소프트 리서치를 대표하는 기술동업자 짐 그레이가 SkyServer 프로젝트에 기여한 뒤, 마이크로소프트의 월드와이드 텔레스코프는 SDSS와 기타 자료원을 이용했다.
밀키웨이앳홈 또한 SDSS의 자료를 이용해서 우리 은하의 3D 모델을 매우 정확하게 만들었다.

## 성과
탐사 자체를 설명하는 발표에 따르면, SDSS의 자료는 관측 가능한 우주의 한계에 있는 먼 은하나, 은하의 분포, 우리 은하의 별들의 특징과 우주의 암흑 물질이나 암흑 에너지처럼 광범위한 천문학적 주제를 다루는 여러 문헌에 쓰였다. SDSS의 웹사이트는 이러한 문헌들을 모두 담은 목록을 가지고 있다.

### 지도
9차 공개자료에 기반하여, 거대한 은하와 멀리 있는 블랙홀의 3D 지도가 제작되어 2012년 8월 8일에 공개되었다.

## 같이 보기
- 알렉스 스잘라이 Alex Szalay
- 앨프리드 P. 슬론 재단
- 아파치포인트 천문대 Apache Point Observatory
- 은하 색등급도
- 갤럭시 주 Galaxy Zoo
- 제임스 건
- 슬론 장성

## 더 읽어보기
- Ann K. Finkbeiner. A Grand and Bold Thing: An Extraordinary New Map of the Universe Ushering In A New Era of Discovery (2010), 저널리스트가 작성한 SDSS 계획의 역사